# Assunta (Tiziano)
L'Assunta è un dipinto a olio su tavola  di Tiziano, databile al 1516-1518 e conservato nella basilica di Santa Maria Gloriosa dei Frari a Venezia, dove decora, oggi come allora, l'altare centrale.
Indiscutibile e straordinario capolavoro dell'artista, l’Assunta fu un'opera così innovativa da lasciare attoniti i contemporanei, consacrando definitivamente Tiziano, allora poco più che ventenne, nell'Olimpo dei grandi maestri del Rinascimento.
L'artista si cimentò nello stesso soggetto nel 1535 dipingendo l'Assunzione della Vergine per il Duomo di Verona, dove si nota un mutato linguaggio pittorico. L'opera viene definita come la "Perfezione di Tiziano" ed incarna la perfezione del Pieno Rinascimento.
L'opera fu commissionata a Tiziano dai francescani del convento dei Frari come pala d'altare e rivela la volontà del pittore di rinnovare il modo di concepire l'impostazione compositiva dei dipinti destinati agli altari.

## Storia
Nel 1516 il priore del convento francescano dei Frari, padre Germano, commissionò una nuova pala a Tiziano per l'altare maggiore, la più importante, per dimensioni e prestigio, commissione religiosa ufficiale finora ricevuta dall'artista. Il 20 marzo 1518, come ricorda il Sanudo, l'opera fu solennemente inaugurata, collocandola in una monumentale edicola marmorea appositamente costruita. Non è un caso che l'anno della commissione fosse lo stesso della scomparsa di Giovanni Bellini, fino ad allora pittore ufficiale della Serenissima.
L'innovazione, rispetto alla pittura sacra veneziana dell'epoca, fu di una tale portata che i committenti rimasero sconcertati. I frati stavano infatti per rifiutarla, se non fosse stato per l'ambasciatore austriaco, emissario dell'imperatore Carlo V, che si offrì di acquistarla, riconoscendone e facendone riconoscere quindi il valore. Creò scandalo tra i pittori della Laguna, che faticarono ad accogliere il decisivo passo in avanti rispetto alla quieta e pacata tradizione precedente. A tal proposito scrisse Ludovico Dolce nel 1557: «i pittori goffi e lo sciocco volgo, che insino allora non avevano veduto altro che le cose morte e fredde di Giovanni Bellini, di Gentile e del Vivarino, ec., le quali erano senza movimento e senza rilievo, dicevano della detta tavola un gran male». Raffreddatasi poi l'invidia, si iniziò a riconoscere il capolavoro per il suo valore, in cui confluivano «la grandezza e terribilità di Michelangelo, la piacevolezza e venustà di Raffaello e il colorito proprio della natura». Imprescindibile fu il ruolo della pala negli sviluppi del Rinascimento veneziano e, in generale, della pittura europea.
Nel risultato finale Tiziano riuscì a fondere molteplici livelli di lettura: la celebrazione del patriziato veneziano, finanziatore della pala, la manifestazione degli indirizzi teologici dei Francescani, legati al tema dell'Immacolata Concezione, e risvolti politici, con il trionfo mariano leggibile come la vittoria di Venezia contro la lega di Cambrai, conclusasi con il trattato di Noyon del 1516 e il riottenimento di tutti i territori sulla terraferma.

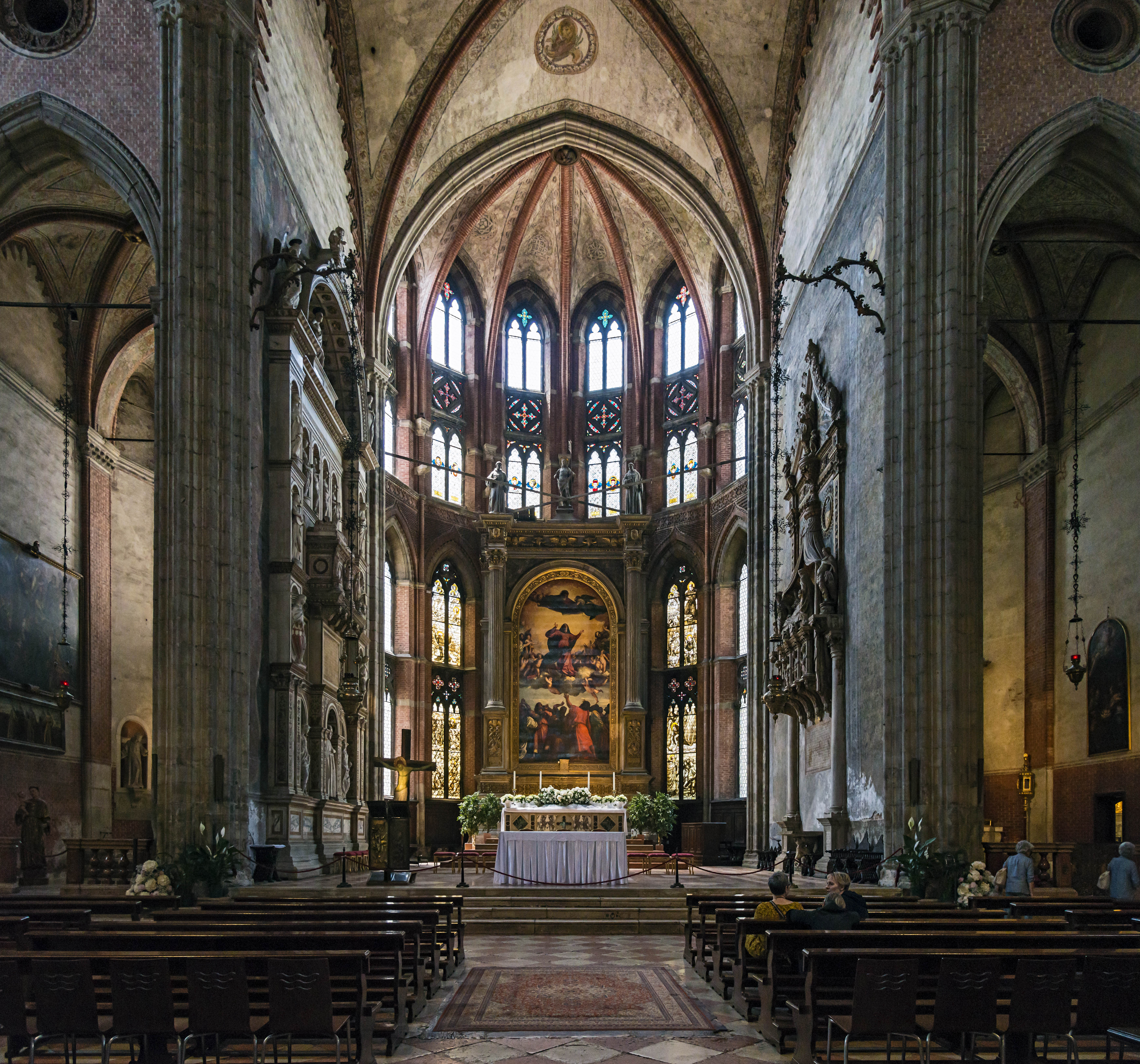
La pala all'interno della basilica

Esistono un paio di disegni preparatori dell'opera, uno al Cabinet des Dessins del Louvre (a penna, 23,1x30,2 cm) mostra un'idea per gli apostoli e uno al British Museum (matita nera, 15,7x13,5 cm) per il san Pietro.
In seguito alle soppressioni napoleoniche, fu tenuta in deposito alle Gallerie dell'Accademia per un secolo, dal 1818 al 1919. Fuori dalla sua sede naturale, fece tra l'altro da sfondo alle celebrazioni funebri di Canova.

## Descrizione e stile

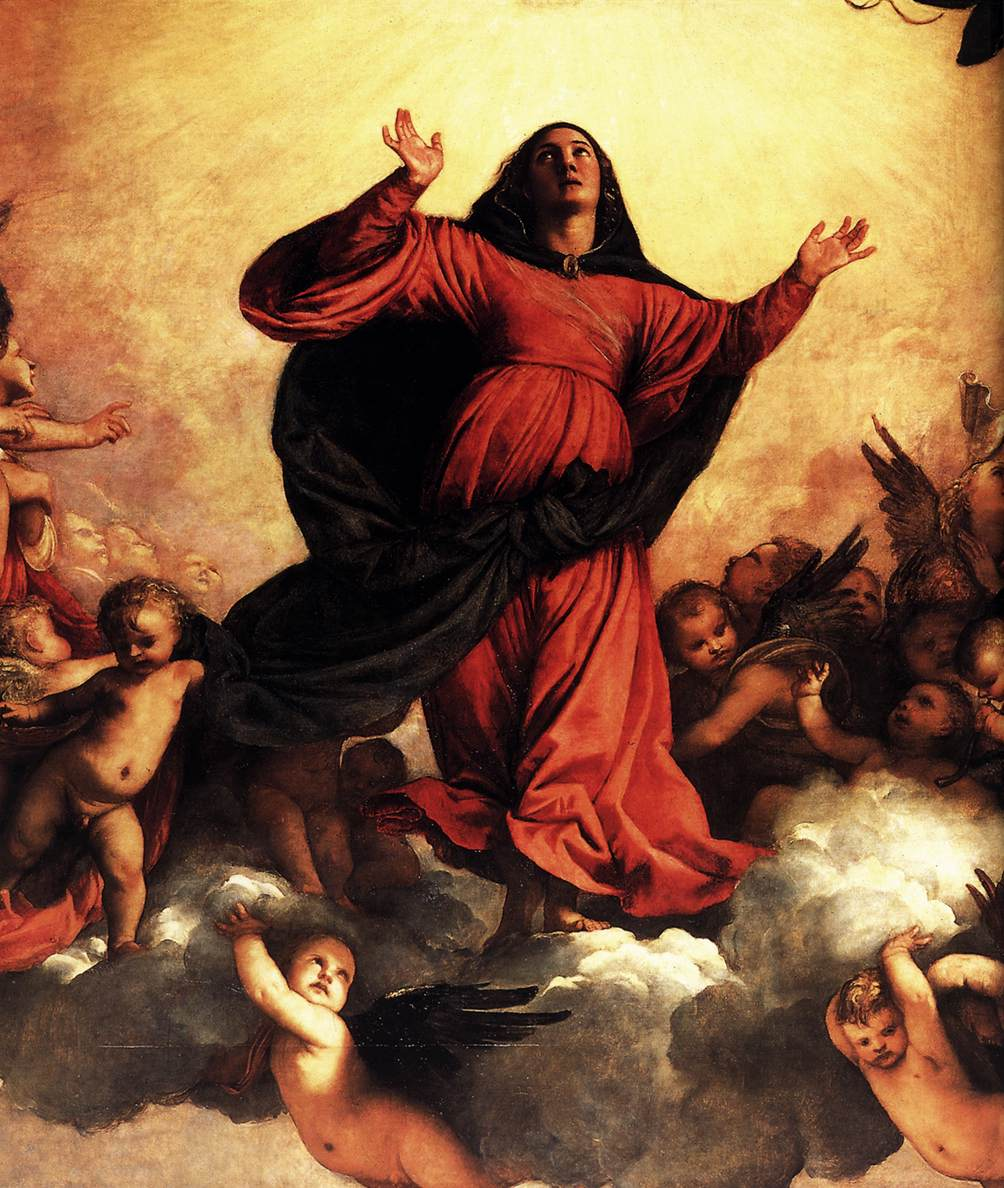
Dettaglio

### Collocazione
La pala, alta quasi sette metri, ha uno straordinario legame con l'architettura gotica della basilica, preannunciandosi fin da lontano al termine della prospettiva delle navate con archi ogivali e del coro ligneo intagliato quattrocentesco. In tale senso lo squillante rosso della veste della Vergine e di alcune vesti degli apostoli sembra riflettersi nei mattoni delle pareti, accendendoli.

### Impostazione generale
Il soggetto dell'Assunzione della Vergine, cioè della salita in cielo di Maria al cospetto degli Apostoli, accolta in Paradiso, venne risolto in maniera innovativa: scomparso il tradizionale sarcofago di Maria, e quindi i riferimenti alla morte, tutto si concentra sul moto ascensionale di Maria, sulla sfolgorante apparizione divina e sullo sconcerto creato da tale visione. I momenti dell'Assunzione e dell'Incoronazione sono accostati con originalità. I tre registri sovrapposti (gli apostoli in basso, Maria trasportata su una nube spinta da angeli al centro e Dio Padre tra angeli in alto) sono collegati da un continuo rimando di sguardi, gesti e linee di forza, evitando però qualsiasi schematismo geometrico. In basso infatti il monumentale apostolo vestito di rosso, di spalle in primo piano, fulcro visivo della porzione terrena del dipinto, protende in alto le braccia verso il corpo di Maria, secondo una doppia diagonale rafforzata dai due angioletti i cui corpi si dispongono in parallelo. Egli si trova nella stessa posizione che avrebbe assunto per scagliare Maria in cielo, amplificando il senso di moto ascensionale. Le due vesti rosse appaiono come legate lungo un'unica fascia, rotta poi dal manto blu scuro di Maria che, gonfiato dal vento, taglia perpendicolarmente la prima diagonale e si sviluppa nella posizione delle braccia sollevate della Vergine, in scorcio verso destra, che conducono direttamente, assieme al suo sguardo rivolto verso l'alto, verso l'apparizione dell'Eterno, il cui piano, ancora una volta è sfasato.
Si crea così una sorta di movimento ascensionale a serpentina, di straordinario dinamismo. La composizione può essere letta anche come una piramide, schema prediletto dai pittori del Rinascimento da Leonardo in poi, con alla base i due apostoli vestiti di rosso e al vertice la testa di Maria. Inoltre, la centina dell'opera è proseguita idealmente dalla curva semicircolare formata dalle nubi che sorreggono la Vergine: si forma così una sorta di circolo ideale che separa il mondo terreno degli apostoli da quello divino di Maria e Dio.
In generale, la concezione grandiosa della pala rimandava a un'assimilazione delle contemporanee esperienze figurative in Toscana e a Roma (con Raffaello e Michelangelo in testa), arricchite però da un uso inedito del colore che accende la scena di drammaticità e le conferisce una straordinaria unità visiva.

### Gli apostoli

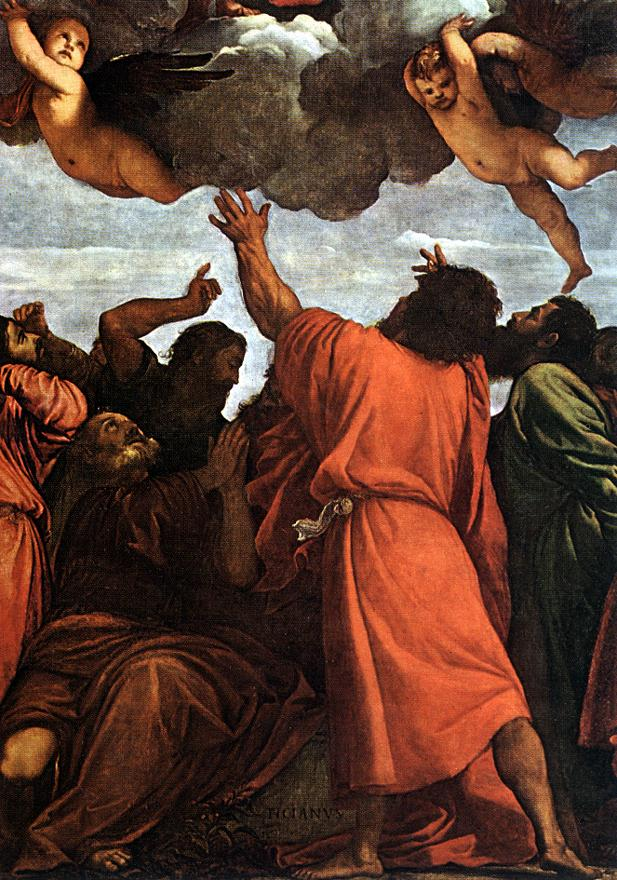
Dettaglio

Sullo sfondo di un cielo azzurro ceruleo, la zona inferiore è occupata dal gruppo degli apostoli che assistono increduli all'evento miracoloso. L'uso dell'illuminazione, ora diretta ora soffusa e in ombra, crea contrasti che amplificano il risalto di alcuni personaggi su altri e suggeriscono la profondità spaziale. Così la zona d'ombra al centro crea una posizione più indietreggiata degli apostoli, disposti informalmente a semicerchio al di sotto della nube. Spicca, come accennato, l'apostolo di spalle vestito di rosso, forse Giacomo maggiore, mentre a sinistra si vede un altro, con veste rossa, forse Giovanni apostolo, che alza il gomito per mettersi teatralmente una mano al petto in segno di sorpresa. Vicino a lui si trovano un apostolo vestito di bianco e verde, probabilmente sant'Andrea, piegato e con lo sguardo attento verso l'apparizione celeste, e Pietro, seduto in ombra al centro. In tutto si contano undici personaggi, ciascuno colto in una posizione differente, in un tripudio di gesti di agitazione e turbamento.
Rifacendosi alla tradizione evangelica, che parla di pescatori di umile origine, Tiziano andò a cercare ispirazione per gli apostoli tra i barcaioli della laguna. Nacquero così figure imponenti e vigorose, ma anche naturali.
Soprattutto in questa parte si notano gli echi di Raffaello, nei gesti eloquenti ma accuratamente studiati e nella monumentalità classica, riscontrabile ad esempio in opere quali la Deposizione Borghese. Vi si riscontrano inoltre alcune tinte fredde, che vanno però riscaldandosi col salire, fino ad arrivare a Dio, punto da cui la luce emana e funge da vertice della piramide compositiva.

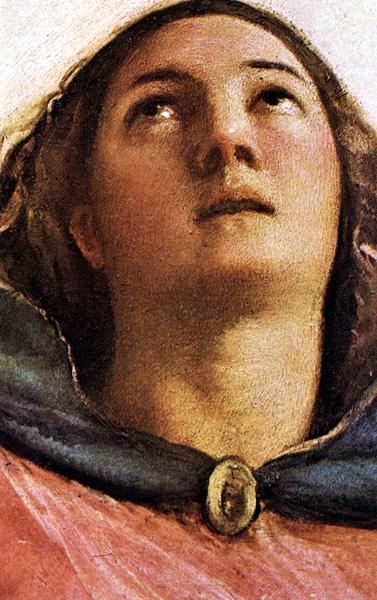
Dettaglio del volto della Vergine Maria

### La Vergine
Una nuvola popolata da uno stormo d'angeli, di diversa età e intenti a diverse occupazioni, dalla spinta alla musica alla preghiera, fa da base alla figura di Maria Assunta. Anche qui il colore rosso della veste crea una macchia squillante di colore che attira immediatamente l'occhio dello spettatore, soprattutto nel nodo focale, tra la testa di Maria e Dio Padre, dove ha il centro quell'abbagliante sfera di luce, che abbraccia l'andamento curvilineo della centina superiore. Si tratta di un'efficace rappresentazione dei cerchi del Paradiso, immaginati come delle ruote di serafini via via più luminose, fino al chiarissimo spazio centrale. Per far risaltare al massimo i protagonisti, Tiziano accentuò il contrasto tra primo piano e sfondo, scurendo i toni della Vergine e del Dio Padre.
Maria non ha ancora completato la sua ascesa all'Empireo, ed è per questo che il suo volto non è totalmente illuminato dalla luce divina: l'ombra infatti richiama il mondo terreno, cui la Vergine rimane legata fintanto che non abbia completato la salita. Nelle su vesti sono presenti il rosso ed il blu, due colori che, sin dai primi secoli del suo culto, simboleggiano la divinità e la Passione (il rosso) e la sua umanità (il blu).
Come nella metà inferiore, l'alternarsi di luci ed ombre sulle figure, come la zona d'ombra creata dall'apparizione divina sul gruppo di angeli a destra, crea una diversificazione spaziale e "meteorologica" tra i soggetti, all'insegna di una rappresentazione più sciolta e naturale, tipica della "maniera moderna".
Immaginando di ruotare su una cupola la sfera paradisiaca di Tiziano, non è difficile comprendere a cosa si sia ispirato Correggio nella sua Assunzione per il Duomo di Parma.

### Dio Padre

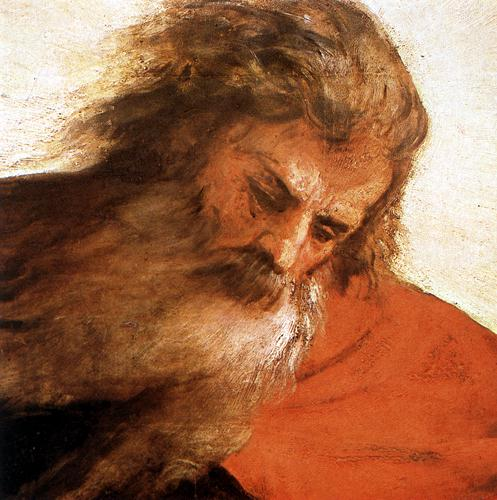
L'Eterno

L'apparizione dell'Eterno sostituisce quella tipica dell'iconografia con Gesù Cristo. Esso appare in scorcio, avvolto in un mantello rosso, e affiancato da due angeli che reggono le corone per Maria.
La figura del Creatore appare in controluce, ciò per due motivi fondamentali: innanzitutto, per garantire una fonte di luce autonoma al dipinto; in secondo luogo, ciò dona a Dio l'aspetto di una visione soprannaturale dai contorni confusi. Il Padre Eterno è rappresentato immobile, segno della sua eterna essenza divina.